# براندون کال
براندون کال (انگلیسی: Brandon Call؛ زادهٔ ۱۷ نوامبر ۱۹۷۶) یک هنرپیشه اهل ایالات متحده آمریکا است. وی بین سال‌های ۱۹۸۴ تا ۱۹۹۸ میلادی فعالیت می‌کرد.